# Black Lightning
Black Lightning (en español Relámpago Negro) cuyo nombre real es Jefferson Pierce, es un superhéroe de ficción que aparece en los cómics estadounidenses publicados por DC Comics. El personaje fue uno de los primeros superhéroes afroamericanos importantes en aparecer en DC Comics. Debutó en Black Lightning # 1 (abril de 1977) y fue creado por el escritor Tony Isabella con el artista Trevor Von Eeden.
Junto con su presencia en los cómics, el personaje ha hecho varias apariciones en series animadas de televisión relacionadas con DC, videojuegos y tiras cómicas. Hizo su debut en la acción en vivo en la serie homónima de The CW, interpretado por Cress Williams. El personaje también apareció en el evento cruzado "Crisis en Tierras Infinitas" junto con las otras series del Arrowverso.

## Historia de publicación
El candidato original para el primer superhéroe negro de DC Comics fue un personaje llamado Black Bomber, un racista blanco que se convertiría en un superhéroe negro bajo estrés, pero más tarde sería descrito por el historiador de cómics Don Markstein como "un insulto a prácticamente todos con cualquier punto de vista ". Cuando el editor que había aprobado el Black Bomber abandonó la compañía antes de que el personaje apareciera impreso, Tony Isabella (cuya experiencia previa de escritura incluía a Luke Cage, un superhéroe negro de Marvel Comics con su propio título) se le pidió que salvara el personaje. Isabella logró convencer a los editores de utilizar en su lugar su personaje de Relámpago Negro, en el que había estado trabajando durante un tiempo, mencionando que sus personajes en el camino no eran más que escalones.
Tony Isabella escribió los primeros 10 números de Relámpago Negro, antes de entregárselos a Dennis O'Neil. Solo salió un número de O'Neil con guion antes de que la serie se cancelara en 1978 como parte de una poda general a gran escala de los títulos de superhéroe de la compañía conocida como DC Implosion. El número 12 fue publicado en Canceled Comic Cavalcade y World's Finest Comics #260.
Relámpago Negro hizo una serie de apariciones especiales en varios títulos en los siguientes años, incluyendo una serie de números de World's Finest Comics escritos por O'Neil, luego cambiando a Detective Comics y una historia de dos partes en Justice League of America en la cual la Liga lo invitó a unirse, pero él los rechazó. En 1983, con sus poderes restaurados, volvió a aparecer regularmente como miembro del equipo de superhéroes dirigido por Batman, los Outsiders. Cuando The Outsiders terminó, volvió a hacer apariciones especiales ocasionales.
En 1995, comenzó una nueva serie Black Lightning, con el arte de Eddy Newell, y una vez más escrita por Tony Isabella,aja quien fue despedido después del octavo número de la serie escrita por el escritor australiano Dave de Vries. Después de que Isabella se fue, la serie se canceló cinco números más tarde, la decisión se tomó antes de que estos problemas se vieran impresos. Isabella ha declarado que cree que el editor lo despidió por el deseo de traer un nuevo escritor para "crear su propia base de poder en DC Comics".
Una serie limitada de seis números de "Black Lightning: Year One", escrita por Jen Van Meter e ilustrada por Cully Hamner vio un lanzamiento quincenal en 2009, y fue nominada para dos Premios Glyph en 2010.
Como parte del New 52, una versión renovada de Relámpago Negro apareció en DC Universe Presents donde se emparejó con Blue Devil.

## Biografía ficticia

### Año uno
Un decatleta olímpico ganador de medalla de oro, Jefferson Pierce, regresó a su antiguo vecindario en la sección Southside (Suicide Slum) de la ciudad de Metrópolis, con su esposa Lynn Stewart y su hija Anissa para convertirse en el director de Garfield High School. Southside, como se lo conocía, era donde su padre, el famoso periodista Alvin Pierce, había sido asesinado. La culpa por este evento fue un factor en su decisión de abandonar la ciudad de Metrópolis. Suicide Slum estaba siendo destrozado por una banda criminal organizada local llamada 100, empresas sombrías y políticos locales corruptos como Tobias Whale. Un amigo de la familia y sastre, Peter Gambi, le había enseñado a Jefferson mucho más joven cómo reprimir sus habilidades metahumanas innatas para que no lastimara accidentalmente a ninguna de las personas que le importaban. A su regreso, Gambi le sugirió a Jefferson que debería usar sus poderes para ayudar al vecindario, y lo remitió a una placa con la cita parafraseada de Milo Sweetman: "La justicia, como un rayo, debería aparecer ante la esperanza de algunos hombres, para otros hombres temen". (El texto original era "La justicia, como un rayo, debe aparecer ante la ruina de unos pocos hombres, pero para todos los hombres. De la justicia mortal si desprecias la vara, crees y tiemblas, eres juzgado por Dios".) Horrorizado por el asesinato público de Earl Clifford, uno de sus estudiantes más prometedores, Pierce trató de intervenir en nombre de los escolares, pero rápidamente se enteró de que los 100 objetaban violentamente cualquier interferencia. Pierce adopta la identidad vestida de "Relámpago Negro". Años más tarde, le diría al mismísimo superhéroe afroamericano Mister Terrific que eligió el nombre de Relámpago Negro porque "era el único de nosotros de todos lados" en ese momento, y "quería asegurarse de que todos supieran con quién estaban tratando".

### The Outsiders
Después de que su propia serie fue cancelada, Relámpago Negro perdió sus poderes eléctricos, pero continuó luchando sin ellos. La pérdida finalmente resultó ser psicosomática, un síntoma de una crisis de confianza resultante de la muerte accidental de una transeúnte llamada Trina Shelton durante un altercado entre Relámpago Negro y algunos matones armados. Batman, queriendo reclutarlo para rescatar a Lucius Fox en Markovia, lo ayudó a recuperar sus poderes; esto eventualmente lo llevó a unirse a los Outsiders de Batman. Durante su tiempo con los Outsiders, un grupo de villanos llamado Maestros del Desastre capturaron a Relámpago Negro a instancias de los padres de Trina Shelton para vengar la muerte de su hija; sin embargo, al enterarse de que todavía lamentaba lo sucedido y estaba dispuesto a ser ejecutado por ellos, sacrificaron sus vidas para salvarlo. Durante la invasión! cruzado, los Dominators detonaron una Gene-Bomb que causó estragos con cualquiera que poseyera el Metagen haciéndolos perder el control de sus poderes. Después de la separación de los Outsiders, Relámpago Negro se mudó a Brick City para continuar su carrera en solitario en Relámpago Negro #1 en 1995.

### Secretario de educación
Cuando Lex Luthor fue elegido presidente de los Estados Unidos en 2000, nombra a Jefferson Pierce como Secretario de Educación, y Pierce lo acepta al concluir que puede hacer más bien trabajando dentro del sistema que fuera de él. Renunció en medio de la controversia sobre su identidad "secreto peor guardado en Washington" como Relámpago Negro, y su presunto homicidio involuntario de un director general corporativo con mente criminal, por lo que el presidente Pete Ross (sucesor de Luthor) le dio indulto.
Haciendo frecuentes apariciones como invitado en varias series de DC, Pierce ha aparecido en Green Arrow (quien tuvo una aventura de una noche con su sobrina, una exitosa abogada llamada Joanna Pierce). Pierce ayudó a Green Arrow a localizar al Dr. Light en el arco de la historia de Green Arrow "Heading into the Light". También apareció en los nuevos Outsiders, de los cuales su hija, Anissa (usando el alias Thunder), es miembro. Él vino a luchar contra el nuevo Sabbac y ayudar a su hija junto al Capitán Marvel Jr. y los Outsiders. Vestía un atuendo que combinaba su segunda vestimenta con los colores de la primera. Después de asociarse con los Outsiders, el nuevo presidente Pete Ross le pidió que renunciara como Secretario de Educación y lo hizo.

### Justice League of America
Años después, Green Arrow llamó la atención de la Justice League of America sobre Relámpago Negro, quienes le extendieron una oferta de membresía al protector de Suicide Slum. Rechazó la oferta, prefirió trabajar como un solitario y centrarse en el crimen a pie de calle, aunque se ofreció a convertirse en reservista. Años más tarde, cuando todos los reservistas de la JLA fueron convocados para luchar contra un Amazo recién reanimado, Black Lighting fue uno de los héroes convocados, confirmando que la Liga había aceptado su oferta. Más recientemente, sin embargo, Relámpago Negro se ha unido a la JLA, una vez más aparece con un disfraz modificado. Parece estar basado principalmente en Washington D. C. de nuevo. Relámpago Negro ayuda a la JLA con información recopilada de la comunidad criminal. Muchos súper villanos todavía creen que él está 'en' con Lex Luthor y están dispuestos a cooperar. Jefferson también ayuda al equipo en una batalla contra Amazo. Fue el primer miembro de la Liga en responder a los recientes ataques realizados por las Amazonas de Themyscira, y también salvó al Presidente de los Estados Unidos en este evento.

### New 52
En el reinicio del 2011 de DC y su continuidad, The New 52, Relámpago Negro entra en conflicto con Blue Devil, por su confrontación con la ola de crimen de Tobias Whale. Más tarde apareció como posible recluta de la Liga de la Justicia.

## Poderes y habilidades
Originalmente, fue descrito como no teniendo poderes innatos, usando un cinturón que le permitía generar un campo de fuerza y proyectar pernos eléctricos. Más tarde se reveló que este poder existe como resultado de Metagen, acordando en Invasion! #3.
Black Lightning puede producir una gran cantidad de bioelectricidad que puede canalizar contra sus oponentes con una variedad de efectos, desde aturdir hasta matar. Con más esfuerzo, puede controlar el campo de fuerza electromagnético generado por su poder para usarlo como escudo contra los ataques entrantes e ionizar objetos para lanzarlos a los enemigos.[cita requerida]

## En otros medios

### Televisión

#### Animación
- En la serie de dibujos animados Static Shock, episodio "Blast from the Past", el personaje Soul Power (con la voz de Brock Peters) se basa en Black Lightning. Es un superhéroe anciano con poderes similares a los de Static. En la década de 1960, Soul Power protegió a Dakota de los delincuentes. Obtuvo sus poderes en un accidente en la presa Hoover. Soul Power tenía un cuartel general similar a una Baticueva escondido bajo tierra en / cerca del sistema de tránsito rápido de Dakota llamado Power Pad y condujo un automóvil llamado Soulmobile. En aquel entonces, también tenía un compañero llamado Sparky (expresado por Rodney Saulsberry) cuyos poderes se derivaron de un traje que inventó originalmente para poder ayudar a Soul Power en la lucha contra el crimen. Él, Sparky y Static se unieron para derrotar al mayor enemigo de Soul Power, el profesor Menace, que desapareció después de una batalla con Soul Power en 1963.
- Black Lightning aparece en el episodio de Batman: The Brave and the Bold, "Enter the Outsiders!", con la voz de Bumper Robinson. Parece ser el líder del trío compuesto por él, Katana y Metamorfo. Al principio trabajan para un habitante de alcantarillado llamado Slug, pero se vuelven contra él cuando Wildcatlos convence de luchar por el bien. Black Lightning luego usa su electricidad para salvar la vida de Wildcat con instrucciones de Katana cuando el anciano es víctima de un ataque al corazón. Black Lightning y sus camaradas son vistos luego entrenando con Batman en el teaser de "Duel of the Double Crossers!". El odio de Black Lightning por la sociedad se muestra en "Inside the Outsiders!". Black Lightning tuvo un fugaz cameo en "The Siege of Starro! Part One" (como uno de los héroes bajo el control mental de Starro) en el que atacó a Firestorm con un rayo y se demostró que tenía un traje nuevo. Reapareció en el avance de "Requiem for a Scarlet Speedster!", En el que él y el resto de los Forasteros (Katana, Metamorfo, Geo-Force) ayudan a Batman a evitar que Kobra y sus cultistas completen un ritual. Él y Geo-Force salvan a Batman de ser aplastado por una serpiente. Aunque Batman felicita la capacidad de Black Lightning para liderar, los Forasteros olvidaron sacar el puente detrás de ellos, lo que resultó en la entrada de refuerzos.
- Black Lightning aparece en el corto "Thunder and Lightning" de DC Nation Shorts, con la voz de Blair Underwood.[12]
- Black Lightning aparece en Young Justice: Invasion, con la voz de Khary Payton. En "Feliz año nuevo", aparece como miembro de la Liga de la Justicia cinco años después de la primera temporada. En "Acorralado", intenta eliminar el campo de fuerza que Despero ha establecido en el Salón de la Justicia. Él muestra electricidad totalmente negra cuando usa sus poderes. En "Endgame", Black Lightning y Static eliminan el disruptor de campo magnético en Dakota City. Luego, Black Lightning ofrece ser el mentor de Static. En la tercera temporada, Young Justice: Outsiders, un incidente en el que los poderes de Black Lightning matan a una niña metahumana de 14 años mutada lleva a Pierce a abandonar la Liga de la Justicia y considerar abandonar sus superhéroes todos juntos hasta que esté convencido de unirse al equipo de Nightwing.

#### Acción en vivo
- Una serie de televisión de acción en vivo basada en el personaje debutó en The CW el 16 de enero de 2018. La serie está desarrollada por Mara Brock Akil y Salim Akil, quienes también son productores ejecutivos junto con Greg Berlanti y Sarah Schechter, para Akil Productions y Berlanti Productions, junto a Warner Bros. Television. Fox le otorgó a la serie un "compromiso de producción piloto" en septiembre de 2016.[13][14] En enero de 2017, Berlanti declaró que la serie, si se ordenaba, no se cruzaría con sus otras propiedades de televisión de DC Comics en The CW ni existiría en su universo establecido.[15] Al mes siguiente, Fox transmitió la serie después de decidir que "no encajaba bien en su abarrotado espacio de drama de género".[16] Poco después, fue recogido por The CW con una orden piloto.[17] El episodio piloto fue dirigido por Salim Akil.[18] Cress Williams interpreta a Black Lightning.[19] En mayo de 2017, The CW ordenó oficialmente el proyecto a la serie.[20] En la serie, Black Lightning opera en Freeland, mientras que su personaje civil Jefferson Pierce es el director de Garfield High School, donde su familia tiene al Inspector Henderson como amigo de la familia. En el pasado, Jefferson fue testigo de cómo su padre Alvin fue asesinado por el gánster Tobias Whaley sus hombres que llevaron a Jefferson a ser acogido por el amigo de Alvin, Peter Gambi. Durante la primera temporada, Jefferson reaparece como Black Lightning y lucha contra Tobias y los 100, así como también con agentes de ASA liderados por Martin Proctor. Sus hijas Anissa y Jennifer comienzan a desarrollar sus propias habilidades metahumanas. En la segunda temporada, Jefferson pierde su puesto como director debido a que no estaba allí cuando los 100 atacaron la escuela, lo que provocó la instalación de un nuevo director llamado Mike Lowry. Además, Henderson se da cuenta de que Black Lightning y Jefferson son uno y lo mismo, lo que tensa brevemente su amistad hasta que Tobias Whale mata a un policía que estaba de su lado. Al final de la temporada, el agente de ASA Odell se acerca a la familia Pierce, quien expresa su conocimiento de sus identidades y quiere que ayuden a la ASA cuando los markovianos conviertan a Freeland en una zona de guerra. En la tercera temporada , Jefferson ha sido colocado en el hoyo, donde también se encuentra Tobias, durante 37 días en los que experimenta. En la tercera temporada final de mitad de temporada, Jefferson es reclutado por Pariah para ayudar a los héroes a detener el cañón antimateria en el Arrowverso del 2019-2020, crossover de Crisis on Infinite Earths. El Anti-Monitor borra la Tierra de Jefferson, pero luego vuelve a la vida después del sacrificio de Oliver Queen para reiniciar el universo. Esto incluye la fusión de la Tierra de Jefferson con las otras, ahora llamada "Tierra-Prime", y se convierte en miembro de una liga de héroes dirigida por Barry Allen en memoria de Queen.[21][22]

### Película
- LeVar Burton proporciona la voz de Black Lightning en su línea de un solo discurso en la película animada Superman/Batman: Enemigos Públicos. Es uno de los héroes que acepta trabajar para Lex Luthor después de que el villano supuestamente reformado sea elegido presidente.[23][24]
- Una versión de Black Lightning conocida como Black Power aparece como miembro del Sindicato del Crimen de América en la película animada Justice League: Crisis on Two Earths. El heroico Black Lightning también aparece donde Cedric Yarbrough, quien no fue acreditado para el papel, proporciona sus gruñidos. Junto con Aquaman, Canario Negro, Firestorm y Tornado Rojo, presumiblemente aparecen como miembros suplentes de la Liga de la Justicia, donde ayudan a defender la Torre de vigilancia de la Liga de la Justicia. Aunque su estado real de membresía nunca se establece explícitamente,[25] Black Lightning, y las otras copias de seguridad, aparecen nuevamente después de la batalla final cuando Batman sugiere iniciar una campaña de membresía.
- Black Lightning aparece en Teen Titans Go! to the Movies.

### Serie web
- Jefferson Pierce fue mencionado por Thunder en DC Super Hero Girls.

### Videojuegos
- Bumper Robinson vuelve a interpretar su papel de Black Lightning en Batman: The Brave and the Bold.
- Alexander Brandon expresa Black Lightning en DC Universe Online.
- Black Lightning aparece como un luchador jugable en Injustice 2, con la voz de Kane Jungbluth-Murry. Él es el primer skin para el personaje de Mortal Kombat, Raiden. En la versión móvil, se puede interpretar como "Multiverse Black Lightning", basado explícitamente en la adaptación del personaje de The CW.
- Black Lightning aparece como un personaje jugable en el paquete DLC de DC TV Super-Heroes en Lego DC Super-Villains.

### Tira cómica
Las primeras apariciones de Black Lightning fuera de su propio título en 1977 fueron en la tira cómica del periódico The World's Greatest Superheroes. Allí, conoció a Batman y otros héroes antes de su rechazo a la membresía de la Liga de la Justicia de América.

### Homenajes / parodias
- Se suponía que el superhéroe Volcán Negro en Súper amigos era Black Lightning, pero no pudo ser utilizado debido a disputas entre DC y el creador de Black Lightning, Tony Isabella. Volcán Negro tiene los mismos poderes que Black Lightning y también usa un atuendo similar, aunque con un casco más parecido al de Flash.
- Sinbad apareció en Saturday Night Live disfrazado de Black Lightning y estrelló el funeral de Superman en un episodio transmitido durante la publicación de la historia de La muerte de Superman. En el boceto, los otros personajes no lo reconocen, a pesar de que afirmó haber enseñado a Superman a volar. Cuando los superhéroes se van a enfrentar a la Legión del Mal, lo ven en la mesa del buffet agarrando los camarones que Aquaman había traído al funeral.
- Black Lightning aparece en un episodio de Mad, con la voz de Gary Anthony Williams. En el segmento "Para eso están los Super Friends", él y Hombre Plástico lideran a los otros héroes en un número musical en el que le preguntan a Superman, Batman y Wonder Woman por qué su grupo se llama "Súper amigos".

## Recepción
IGN enumeró a Black Lightning como el 85.º mayor héroe de cómics de todos los tiempos, describiéndolo como un "verdadero héroe y un rudo nacido que se ha ganado su lugar en la Liga de la Justicia".